# Dave Dexter Jr.
David Edwin Dexter Jr. (né le 25 novembre 1915 et mort le 19 avril 1990) était un journaliste américain, dirigeant d'une maison de disques et producteur connu principalement pour sa longue association avec Capitol Records. Il a travaillé avec de nombreuses personnalités importantes du jazz et de la musique populaire traditionnelle, notamment Count Basie, Peggy Lee, Duke Ellington et Frank Sinatra. Dexter est également connu pour son rôle dans le refus de Capitol des premiers simples des Beatles, pour ses décisions ultérieures concernant leur mise en marché et pour avoir parfois modifié leurs enregistrements destinés au marché américain.

## Carrière jazz et pop
David Dexter naît et grandit à Kansas City, Missouri. Sa carrière musicale commence dans le journalisme au Kansas City et au Journal-Post, puis pour le magazine DownBeat à la fin des années 1930 et au début des années 1940. Pendant cette période, il produit un album intitulé Kansas City Jazz qui documente la scène jazz de sa ville natale, mettant en vedette des talents tels que Count Basie, Lester Young et Big Joe Turner.
En 1943, Dexter rejoint Capitol Records, créé l'année précédente. Il rédige initialement des communiqués de presse et effectue divers travaux publicitaires, avant d'accéder finalement au poste de représentant A&R (Artists and Repertoire). Au cours des trois décennies suivantes, il met sous contrat certains des plus grands noms de la musique, notamment Frank Sinatra, Stan Kenton, Peggy Lee, Nat King Cole, Duke Ellington, Woody Herman, Kay Starr et Julia Lee. Il produit les premiers enregistrements Dixieland à atteindre les palmarès musicaux. Il est également responsable de la collection historique de 1944, The History of Jazz et de la compilation d'une série d'albums de musique du monde, Capitol of the World, qui présentait de la musique du monde entier, comprenant plus de 400 titres de 1956 au début des années 1970. Il est aussi rédacteur en chef de la publication de l'entreprise, Capitol News. Ses productions incluent le classique de Duke Ellington Satin Doll.
Dexter voulait que le label se concentre davantage sur le jazz que sur le rock and roll et les singles à succès. Dans une note de 1956, il se plaint que le secteur de la musique soit motivé par les goûts des enfants et tourne en dérision les succès d'alors d'artistes tels qu'Elvis Presley et Guy Mitchell en les qualifiant de « juvenile and maddeningly repetitive. »

## The Beatles
Après l'acquisition de 97 % des actions de Capitol par la société britannique EMI en 1955, Dexter est chargé de filtrer les sorties de cette société pour déterminer si elles sont adaptées à une sortie américaine. Il en rejette la plupart et Capitol apporte peu de soutien promotionnel aux disques d'EMI. Lorsque les Beatles sont signés sur le label Parlophone d'EMI et commencent à connaître un succès considérable en Grande-Bretagne, Dexter refuse leurs quatre premiers singles, estimant que le groupe n'est pas adapté au public américain. Pour lui, ce ne sont que des pouilleux sans lendemain. Il reçoit finalement l'ordre de sortir I Want To Hold Your Hand, leur cinquième single britannique, fin 1963.
De plus, Dexter écarte les artistes britanniques suivants d'EMI au nom de Capitol en 1963 et 1964 : The Hollies et Billy J. Kramer and the Dakotas de Parlophone, The Swinging Blue Jeans et Manfred Mann de HMV, et Gerry and the Pacemakers de Columbia, les Animals, les Yardbirds, Herman's Hermits et les Dave Clark Five, qui connaissent tous un certain succès aux États-Unis sur d'autres labels à partir de 1964. Dans une note datée du 20 février 1964 adressée à Alan W. Livingston, directeur de Capitol Records, Dexter considère la plupart de ces artistes comme des échecs, ne louant que Freddie and the Dreamers, qu'il avait signé chez Capitol.
Dexter supervise néanmoins les sorties américaines des Beatles en 1964 et 1965, compilant les albums en fonction de sa conviction des différents besoins du marché américain, où les albums avaient tendance à contenir moins de chansons que leurs homologues britanniques et où les singles à succès étaient régulièrement inclus dans les albums, plutôt que d'être considéré comme distinct, comme c'était alors courant au Royaume-Uni. Dexter a également remasterisé les enregistrements, ajoutant parfois de la réverbération et modifiant l'image stéréo. Les albums qui en résultent connaissent un grand succès, mais sont souvent critiqués au fil des années. Le critique Dave Marsh, par exemple, qualifie le traitement des enregistrements par Dexter de « véritable stupidité ». Le producteur des Beatles, George Martin, et les Beatles eux-mêmes sont également très critiques à l'égard des modifications apportées par Dexter à leur matériel. Les rééditions des Beatles des années 1980 utilisent presque uniquement l'emballage et les mixages originaux du Royaume-Uni. Les versions modifiées par Dexter du répertoire des Beatles sont finalement rééditées sur CD sous la forme des coffrets The Capitol Albums, Volume 1 (2004) et The Capitol Albums, Volume 2 (2006).

## Après Capitol
Les erreurs de Dexter concernant le succès potentiel de la musique populaire britannique aux États-Unis engendre des problèmes entre Capitol et EMI à partir de la fin de 1964, exacerbés par son refus d'accéder aux demandes des Beatles pour des sorties identiques aux États-Unis et au Royaume-Uni. Ces mésententes conduisent à sa rétrogradation en 1966 à, comme il l'appelait, « un emploi sans titre ». Il quitte finalement Capitol en 1974.
Il écrit ensuite pour le magazine Billboard. Dans le numéro du 20 décembre 1980, qui présentait des hommages à John Lennon après son assassinat en 1980, Dexter déclenche la polémique avec un article très critique à l'égard de Lennon. Son article, Nobody's Perfect (Personne n'est parfait) donne lieu à des menaces de boycott des commanditaires, ce qui force le magazine à publier des excuses.
Dexter produit également une émission de radio intitulée Here's to Veterans pour le Département des anciens combattants.
En tant qu'auteur, il publie une autobiographie intitulée Playback, Jazz Cavalcade (1946) et The Jazz Story, From the '90s to the '60s (1964).
Dave Dexter meurt dans son sommeil chez lui à Sherman Oaks, en Californie, le 19 avril 1990, à 74 ans. Il avait été victime d'un accident vasculaire cérébral quelques années plus tôt.

## Hommages
Count Basie a enregistré Diggin' For Dex en l'honneur de Dexter, tandis que Jay McShann fait de même avec Dexter's Blues.